# Finnish International 2006
Die Finnish International 2006 fanden vom 30. März bis zum 2. April 2006 in Helsinki statt. Es war die zehnte Austragung dieser internationalen Meisterschaften von Finnland im Badminton.

## Medaillengewinner
| Disziplin    | Gold                                 | Silber                            | Bronze                                  |
| ------------ | ------------------------------------ | --------------------------------- | --------------------------------------- |
| Herreneinzel | Joachim Persson                      | Kasper Ødum                       | Ville Lång                              |
| Herreneinzel | Joachim Persson                      | Kasper Ødum                       | Andrew Smith                            |
| Dameneinzel  | Petra Overzier                       | Sara Persson                      | Petya Nedelcheva                        |
| Dameneinzel  | Petra Overzier                       | Sara Persson                      | Camilla Sørensen                        |
| Herrendoppel | Jonas Rasmussen Peter Steffensen     | Joakim Andersson Zhang Yi         | Wouter Claes Frédéric Mawet             |
| Herrendoppel | Jonas Rasmussen Peter Steffensen     | Joakim Andersson Zhang Yi         | Daniel Glaser Joakim Hansson            |
| Damendoppel  | Ekaterina Ananina Anastasia Russkikh | Emelie Lennartsson Sophia Hansson | Anastasia Kudinova Christine Pettersson |
| Damendoppel  | Ekaterina Ananina Anastasia Russkikh | Emelie Lennartsson Sophia Hansson | Sandra Marinello Michaela Peiffer       |
| Mixed        | Jonas Rasmussen Britta Andersen      | Rasmus Bonde Christinna Pedersen  | Vladislav Druzchenko Elena Nozdran      |
| Mixed        | Jonas Rasmussen Britta Andersen      | Rasmus Bonde Christinna Pedersen  | Kristian Roebuck Jenny Wallwork         |